# Закревський Микола Васильович
Мико́ла Васи́льович Закре́вський (псевдонім — М. Шагінян; 11 (23) червня 1805, Київ — 2 серпня 1871, Москва) — український історик, етнограф, художник, мовознавець і письменник.

## Життєпис
Народився 11 (23) червня 1805 року в Києві. Батьки — ротмістр Василь Григорович Закревський (1769—1840) і Ганна Яківна Омелянович — жили в будинку на Подолі, на Фролівській вулиці, 5/43 (сучасна адреса). Родинний маєток — у Березовій Рудці (нині — Пирятинського району Полтавської області).
Навчався в 1820—1824 та 1828-1829 роках в Першій київській гімназії, що містилася тоді в Кловському палаці. У 1824-1825 був помічником губернського архітектора в Житомирі.
В грудні 1829 року вступив на юридичний факультет Дерптського університету (тепер Тартуський) університеті. 1831 року змушений був його покинути через нестачу коштів.
У 1831–1834 – учитель російської мови в повітовому уч-щі м. Вейсенштейн (нині м. Пайде, Естонія). Викладав у 1834-1847 роках російську мову, історію та географію в Ревельській гімназії (нині — Таллінн).
У 1847–1849 проживав у Москві; у 1849–1850 працював наглядачем при пансіоні Рязанської гімназії. З травня 1850 кілька місяців навчався в рисувальному та архітектурному класах Академії мистецтв у С.-Петербурзі. Того ж року вернувся до Ревеля.
З 1859 року жив у Москві. Працював коректором при друкарні Московського університету, з 1863 – помічник бібліотекаря Московського публічного музею. 
Помер 2 серпня 1871 року в Москві у віці 66 років.

## Наукова діяльність

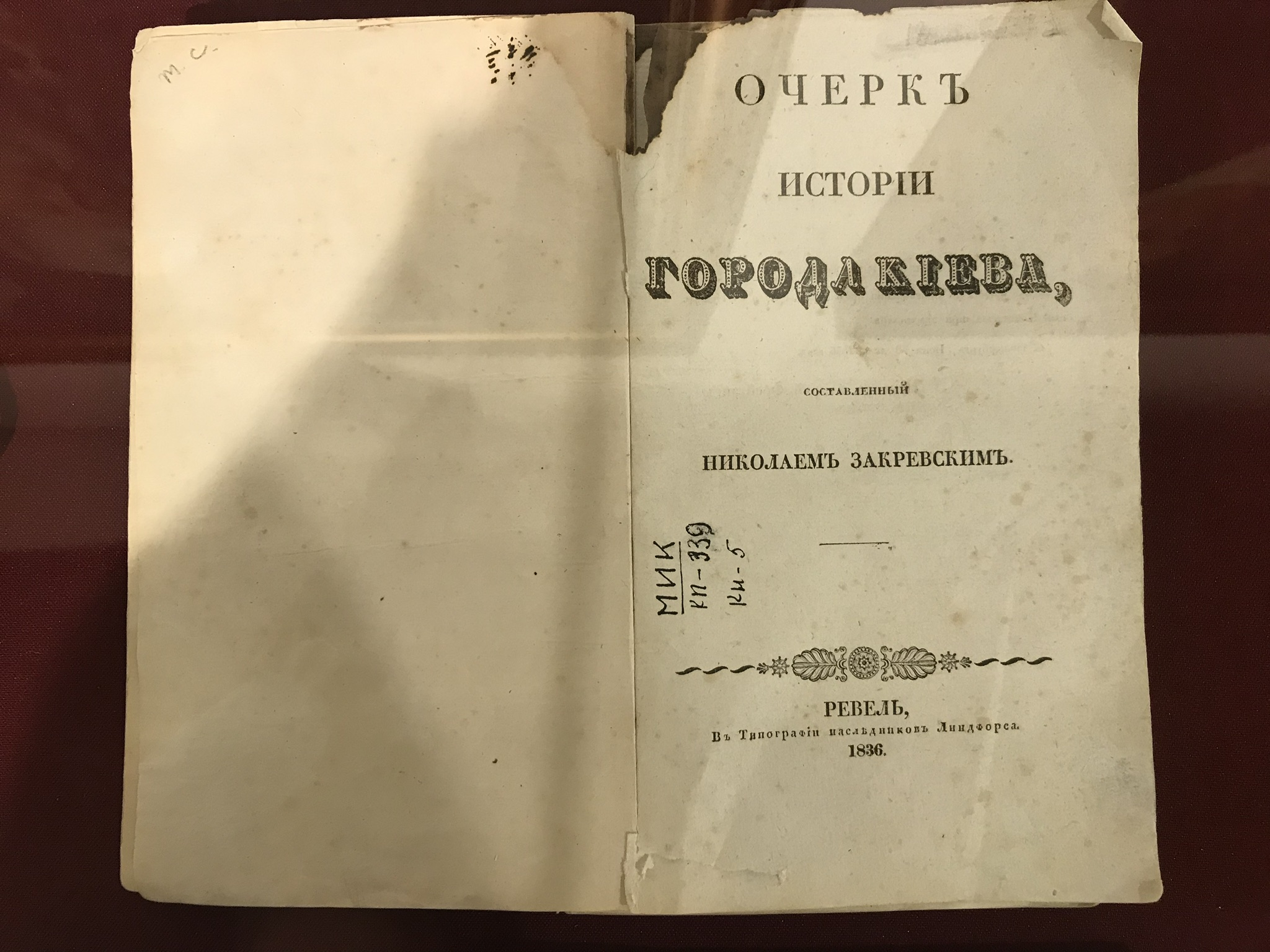
«Нарис історії міста Києва», опублікований у 1836 р., Ревель. Музей історії Києва

Створив фундаментальні праці «Нарис Історії міста Києва» (1836, Ревель), «Літопис і опис міста Києва» (1858 і 1868). У 1845 передав до Петербурзької Публічної бібліотеки його доповнений варіант, що включав кольорові малюнки (переважно власноручні) пам'яток Києва (зберігаються і дотепер), плани Києва, Києво-Печерської лаври, її печер тощо.
Видав збірку «Старосвѣтскій бандуриста» (книги 1—3, Москва, 1860-61), куди ввійшли українські народні пісні та думи, прислів'я, приказки, приповідки, а також «Словарь малороссійских идіомов» (кн. 3).
Серед опублікованих фольклорних матеріалів є записи, зроблені самим 3акревським (частина прислів'їв, пісень), а також літературні та фольклорні твори з різних друкованих видань.
Автор історичної праці «Опис Києва» (т. 1—2, 1868; російською мовою).

## Вшанування пам'яті
У 1983 році на його честь у Києві названо вулицю.